# Vochepshi
Vochepshi (del ruso: Вочепший) es un aúl del raión de Teuchezh en la república de Adiguesia de Rusia. Está situado 8 km al oeste de Ponezhukái y 71 km al noroeste de Maikop, la capital de la república. Tenía 1 395 habitantes en 2010.
Es cabeza del municipio Vochepsiskoye, al que pertenece asimismo Novovochepsi.

## Historia
Fue fundado en 1860.

## Personalidades
- Daut Nejái (1917-1955), militar soviético adigué. Héroe de la Unión Soviética.